# Miniature (jazztrio)
Miniature was een jazz-trio uit het eind van de jaren tachtig, begin jaren negentig. De groep bestond uit saxofonist Tim Berne, cellist Hank Roberts en drummer Joey Baron. Het trio maakte een paar albums, waarvoor alle bandleden composities aandroegen.

## Discografie
- Miniature, JMT Productions, 1988
- I Can't Put My Finger on It, JMT Productions, 1991